# Banan, Chongqing
Banan (kinesiska: 巴南) är ett stadsdistrikt i storstadsområdet Chongqing i sydvästra Kina. Antalet invånare vid folkräkningen 2020 var 1 178 856.
Distriktet är indelat i nio stadsdelsdistrikt och 14 köpingar.
Stadsdelsdistrikt (jiedao):

- Huaxi (花溪街道)
- Huimin (惠民街道)
- Lianhua (莲花街道)
- Lijiatuo (李家沱街道)
- Longzhouwan (龙洲湾街道)
- Nanpeng (南彭街道)
- Nanquan (南泉街道)
- Yipin (一品街道)
- Yudong (鱼洞街道)

Köpingar (zhen):

- Anlan (安澜镇)
- Dongwenquan (东温泉镇)
- Ersheng (二圣镇)
- Fengsheng (丰盛镇)
- Jiangjia (姜家镇)
- Jielong (接龙镇)
- Jieshi (界石镇)
- Maliuzui (麻柳嘴镇)
- Mudong (木洞镇)
- Shengdengshan (圣灯山镇)
- Shilong (石龙镇)
- Shitan (石滩镇)
- Shuanghekou (双河口镇)
- Tianxingsi (天星寺镇)